# Иодноватистая кислота
Иодноватистая кислота HIO — существует только в очень разбавленных растворах.
Образуется по реакции иода с водой, причём реакция обратима, а равновесие сильно сдвинуто влево:
{\displaystyle {\mathsf {I_{2}+H_{2}O\rightleftarrows HI+HIO}}}
Она диссоциирует и как кислота, и как основание:
{\displaystyle {\mathsf {HIO\rightleftarrows H^{+}+IO^{-}}}{\mathsf {\rightleftarrows I^{+}+OH^{-}}}}

## Свойства
Иодноватистая кислота неустойчива и разлагается на иодноватую кислоту и свободный иод:
{\displaystyle {\mathsf {5HIO\rightarrow HIO_{3}+2I_{2}+2H_{2}O}}}

## Соли
Соли иодноватистой кислоты называют гипоиодитами.